# Karl Stehlin
Karol Tomasz Stehlin, niem. Karl Thomas Stehlin (ur. 30 stycznia 1962 w Ettenheim) – niemiecki prezbiter, był przełożonym Bractwa Świętego Piusa X w Europie Środkowej i Wschodniej (do 2014), przełożony Bractwa Świętego Piusa X w Azji do 15 października 2018. Ponownie pełni funkcję przełożonego Domu Autonomicznego w Warszawie od października 2018.

## Życiorys
Wykształcenie zdobył w seminarium duchownym w Zaitzkofen (niem. Internationales Priesterseminar Herz Jesu). Święcenia kapłańskie otrzymał 29 czerwca 1988 z rąk arcybiskupa Marcela Lefebvre'a.
Były członek zarządów fundacji im. O. Damiana de Veuster i Auxilium Scholae. Były redaktor naczelny miesięcznika „Zawsze wierni”.
15 sierpnia 1996 stworzył przeorat Bractwa w Warszawie. W 1997 dzięki jego zaangażowaniu powstały kaplice w Gdańsku, która w 1998 roku została przeniesiona do Sopotu (która działała do 2006 roku, do czasu budowy Kościoła w Gdyni). W Bydgoszczy 23 sierpnia 1998 powstała kaplica pw. św. Jana Marii Vianneya (później przeniesiona do Torunia). W sierpniu 2014 roku został powołany jako Przełożony dystryktu Azji i tym samym przestał być przełożonym Bractwa Św. Piusa X na Europę Wschodnią.
24 lipca 2018 został ponownie wybrany Przełożonym Domu Autonomicznego Bractwa Kapłańskiego Św. Piusa X Europy Środkowo-Wschodniej, funkcję tę objął 15 października 2018 roku.
W 2000 bp Bernard Fellay zezwolił na przywrócenie Rycerstwa Niepokalanej według oryginalnych statutów św. Maksymiliana Kolbe. Od 2016 ks. Stehlin kieruje międzynarodową centralą Rycerstwa Niepokalanej Tradycyjnej Obserwancji w Warszawie.
Dnia 29 czerwca 2021 Dom Autonomiczny Europy Środkowo-Wschodniej w Warszawie otrzymał status dystryktu obejmującego obszar: Polski, Białorusi, Estonii, Litwy, Łotwy, Rosji oraz Ukrainy. Przełożonym został ks. Karol Stehlin.

## Publikacje
- Gwiazda przewodnia czasów ostatecznych. Część I, Te Deum, Warszawa 2017 ISBN 978-83-89345-50-9
- Gwiazda przewodnia czasów ostatecznych. Część II, Te Deum, Warszawa 2018 ISBN 978-83-89345-67-7
- Gwiazda przewodnia czasów ostatecznych. Część III, Te Deum, Warszawa 2018 ISBN 978-83-89345-71-4
- Poświęcenie się Niepokalanej, Te Deum, Warszawa 2016 ISBN 978-83-89345-40-0
- Immaculata, Sapientia, Misericordia, Caritas, Te Deum, Warszawa 2014 ISBN 978-83-89345-96-7
- Istota, godność i misja kobiety, Te Deum, Warszawa 2009 ISBN 978-83-89345-72-1
- Niepokalana, nasz ideał, Te Deum, Warszawa 2007 ISBN 978-83-89345-62-2
- Kim jesteś, o Niepokalana?, Te Deum, Warszawa 2007 ISBN 978-83-89345-59-2
- Zawsze wierni. Prawdzie katolickiej – Prawdzie jedynej, Te Deum, Warszawa 2003
- prof. Romano Amerio, ks. Karol Stehlin, "Ekumenizm grzechem przeciw miłości" Te Deum, Warszawa 2002, ISBN 83-87770-61-2
- W obronie Prawdy katolickiej – dzieło abpa Lefebvre, Te Deum, Warszawa 2001 ISBN 83-87770-16-7
- Ruch charyzmatyczny, Te Deum, Warszawa 1997